# 음봉면
음봉면(陰峰面)은 대한민국 충청남도 아산시에 있는 면이다.

## 연혁
음봉면은 본래 아산군 일동면 지역으로서 16개리를 관할하다가, 1914년 군면 폐합에 따라 이동면의 16개리와 천안군 환성면의 공수리를 병합하여 이 지방에 있는 아산의 옛 이름인 음봉의 이름을 따라 음봉면이라 칭했다.
- 2008년 9월 17일 : 덕지리에서 더 샾레이크사이드아파트 일대를 덕지3리로 분할[2]

## 행정 구역
| 법정리 | 행정리                                      | 비고                         |
| ------ | ------------------------------------------- | ---------------------------- |
| 덕지리 | 덕지1리, 덕지2리, 덕지3리                   | 2008년 9월 17일 덕지3리 신설 |
| 동암리 | 동암1리, 동암2리, 동암3리                   |                              |
| 동천리 | 동천1리, 동천2리                            |                              |
| 산동리 | 산동1리, 산동2리, 산동3리, 산동4리, 산동5리 |                              |
| 산정리 | 산정리                                      |                              |
| 삼거리 | 삼거리1리, 삼거리2리                        | 면행정복지센터 소재지        |
| 소동리 | 소동1리, 소동2리, 소동3리                   |                              |
| 송촌리 | 송촌리                                      |                              |
| 신수리 | 신수1리, 신수2리                            |                              |
| 신정리 | 신정1리, 신정2리                            |                              |
| 신휴리 | 신휴1리, 신휴2리, 신휴3리                   |                              |
| 쌍암리 | 쌍암1리, 쌍암2리, 쌍암3리                   |                              |
| 쌍용리 | 쌍용1리, 쌍용2리                            |                              |
| 원남리 | 원남1리, 원남2리                            |                              |
| 월랑리 | 월랑1리, 월랑2리, 월랑3리                   |                              |
| 의식리 | 의식리                                      |                              |

## 교육
- 음봉초등학교 (삼거리)
- 월랑초등학교 (월랑리)
- 쌍룡초등학교 (쌍룡리)
- 산동초등학교 (산동리)
- 음봉중학교 (동암리)
- 유원대학교 아산캠퍼스

## 아파트
| 스마트밸리 해링턴플레이스 |
| 스마트밸리 한라비발디     |
| 음봉 삼일원앙             |
| 더샵 레이크사이드         |
| 더샵 레이크파크 2차       |
| 더샵 레이크파크 3차       |
| 음봉 초원그린타운         |

## 문화
- 이충무공묘(李忠武公墓) 사적 제112호